# 松江の町は
「松江の町は」（まつえのまちは）は、日本の楽曲。作詞：若谷和子、作曲：中田喜直、編曲：中田一次、歌：諏訪マリーと杉並児童合唱団。

## 概要
1970年6月 - 7月、NHKの『みんなのうた』で紹介。前年（1969年）から始まった「お国めぐりシリーズ」の第8弾で、島根県の松江市をイメージした楽曲。1番は松江市の「朝」、2番は「空」、そして3番は「今日」を歌い、歌詞には「松江城」「宍道湖」などの、松江市を象徴する事柄が添えられている。放送ではイントロ・2番と3番の間の間奏・コーダが短縮され、1番のみオリジナルとは調が変更された。
1970年10月23日と1975年12月22日に放送『特集みんなのうた』での「お国めぐりシリーズ特集」では再放送された事はあったが、定時番組では再放送されなかった。だが「みんなのうた発掘プロジェクト」により音声が提供され、2012年6月 - 7月に実に42年ぶりの再放送となった。

## その他
「お国めぐりシリーズ」楽曲は、シリーズ終了後に再放送された際は「お国めぐりシリーズ」の冠を外していたが、本曲では初めて冠が添えられたままの再放送となった。しかし以後の構成楽曲では、再び冠を外したため、本曲が唯一となった。
諏訪マリーの『みんなのうた』出演は、1963年10月 - 11月の「黒い瞳の女の子」、1964年2月 - 3月の「でか ちび のっぼ」に次いで3曲目にして最後だが、この2曲はいずれも東京放送児童合唱団と一緒だったため、ソロでの出演は無い。